# Wohl dem, der sich auf seinen Gott, BWV 139
Wohl dem, der sich auf seinen Gott, BWV 139 (Feliç aquell qui al seu Déu),
 és una cantata religiosa de Johann Sebastian Bach per al vint-i-tresè diumenge després de la Trinitat, estrenada a Leipzig, el 12 de novembre de 1724.

## Origen i context
L'autor, anònim, empra l'himne homònim de Johann Christoph Rube (1692), la primera i l'última estrofa les aprofita literalment per als números extrems, i les altres d'una manera més lliure per a la resta de moviments. Pertany al grup de Cantates corals, i en segueix l'esquema típic. El text fa referències a l'evangeli del dia Mateu (22, 15-22), que narra el passatge del Tribut al Cèsar, en què els fariseus volen sorprendre Jesús, en preguntar-li “És permès o no de pagar tributs al Cèsar?, i Ell els contesta, Per què em poseu a prova hipòcrites?, i afegí, després d'examinar una moneda: “Doncs doneu al Cèsar el que és del Cèsar i a Déu el que és de Déu. Per a aquest diumenge es conserven dues altres cantates, la BWV 52 i la BWV 163.

## Anàlisi
Obra escrita per a soprano, contralt, tenor, baix i cor; dos oboès d'amor, corda i baix continu. Consta de sis números.
1. Cor: Wohl dem, der sich auf seinen Gott (Feliç aquell qui al seu Déu)
2. Ària (tenor): Gott ist mein Freund; was hilft das Toben (Déu és el meu amic. De què servirà l'odi)
3. Recitatiu (contralt): Der Heiland sendet ja die Seinen (El Salvador envia els seus)
4. Ària (baix): Ach süßer Trost! Wenn Gott mich nicht verlassen (O quin dolç conhort! Si Déu no m’oblida)
5. Ària (baix): Das Unglück schlägt auf allen Seiten (La desgràcia m'envolta per totes bandes)
6. Recitatiu (soprano): Ja, trag ich gleich den größten Feind in mir (Si! Tot i dur amb mi el pitjor enemic)
7. Coral: Dahero Trotz der Höllen Heer! (Així doncs, desafio la Host Infernal!)

El cor inicial és el número principal, les veus i els instruments utilitzen com a material musical el tema del coral, la melodia de Mach’s mit mir, Gott nach deiner Güt de Bartholomäus Gesius (1605), que Bach utilitzà també en la cantata BWV 156. El soprano canta la melodia com a cantus firmus, mentre que les altres veus fan el contrapunt; la part orquestral utilitza tots els recursos, la corda, el continu i els dos oboès. Tot indica que el segon número, una ària de tenor, ha arribat de manera incompleta, i li falta una segona part del violí solista. Plena de vigor i agitació, canta, però, l'amistat amb Déu de manera més serena i com a contraposició a la fúria i ràbia dels enemics, expressada pel conjunt instrumental en el passatge, Was hift das Toben (Que sobre mi aboqui l'enemic). El recitatiu secco de contralt, dona pas a l'altra ària, a càrrec del baix i els dos oboès d'amor, que es presenta sota la forma aparent d'un rondó amb unes contraposicions constants de tempo: allegro-vivace-andante. Aquesta ària no és de Bach, sinó que fou escrita pel seu alumne i futur gendre Johann Christoph Altnickol, en substitució de l'original perdut. Un recitatiu de soprano, número 5, sostingut per acords llargs de la corda, precedeix el cor final, que repeteix a cappella, com és habitual la melodia. Té una durada aproximada d'una mica més de vint minuts.

## Discografia seleccionada
- J.S. Bach: Das Kantatenwerk. Sacred Cantatas Vol. 8. Nikolaus Harnoncourt, Tölzer Knabenchor (Gerhard Schmidt-Gaden, director), Concentus Musicus Wien, Alan Bergius, (solista del cor), Paul Esswood, Kurt Equiluz, Robert Holl. (Teldec), 1994.
- J.S. Bach: The complete live recordings from the Bach Cantata Pilgrimage. CD 51: Winchester Cathedral; 26 de novembre de 2000. John Eliot Gardiner, Monteverdi Choir, English Baroque Soloists, Gillian Keith, Hilary Summers, William Kendall, Peter Harvey. (Soli Deo Gloria), 2013.
- J.S. Bach: Complete Cantatas Vol. 11. Ton Koopman, Amsterdam Baroque Orchestra & Choir, Lisa Larsson, Annette Market, Christoph Prégardien, Klaus Mertens. (Challenge Classics), 2005.
- J.S. Bach: Cantatas Vol. 28. Masaaki Suzuki, Bach Collegium Japan, Yukari Nonoshita, Robin Blaze, Makoto Sakurada, Peter Kooij. (BIS), 2005.
- J.S. Bach: Church Cantatas Vol. 43. Helmuth Rilling, Gächinger Kantorei, Bach-Collegium Stuttgart, Inga Nielsen, Helen Watts, Adalbert Kraus, Philippe Huttenlocher. (Hänssler), 1999.
- J.S. Bach: Sacred Masterpieces CD 13. John Eliot Gardiner, Monteverdi Choir, English Baroque Soloists, Katharine Fuge, Derek Lee Ragin, Julian Podger, Gotthold Schwarz. (Archiv Produktion), 2010.